# Villa de Mari (Acquaviva delle Fonti)
La Villa de Mari, nota anche come il Giardino del Duca, è un edificio storico seicentesco situato fuori le mura antiche di Acquaviva delle Fonti, nella città metropolitana di Bari. La sua costruzione è tradizionalmente attribuita a Carlo I de Mari, datando conseguentemente la residenza attorno al 1670. La villa costituisce un esempio significativo per la Terra di Bari della "doppia residenza" signorile in epoca barocca.

## Storia
Carlo I de Mari entra in possesso del feudo di Acquaviva nel 1664 e acquisisce il titolo di principe l'anno seguente. Dalla sua costruzione al 1806, l'edificio rimase in mano alla nobile famiglia dei de Mari. Dal 1890 al 1940 vi dimorò Beniamino Tateo. Ad inizio del XX secolo divenne proprietà della famiglia De Palma di Adelfia. La villa extra moenia, assieme all'arco di accesso alla proprietà, è sottoposto a vincolo della sovrintendenza.

## Descrizione

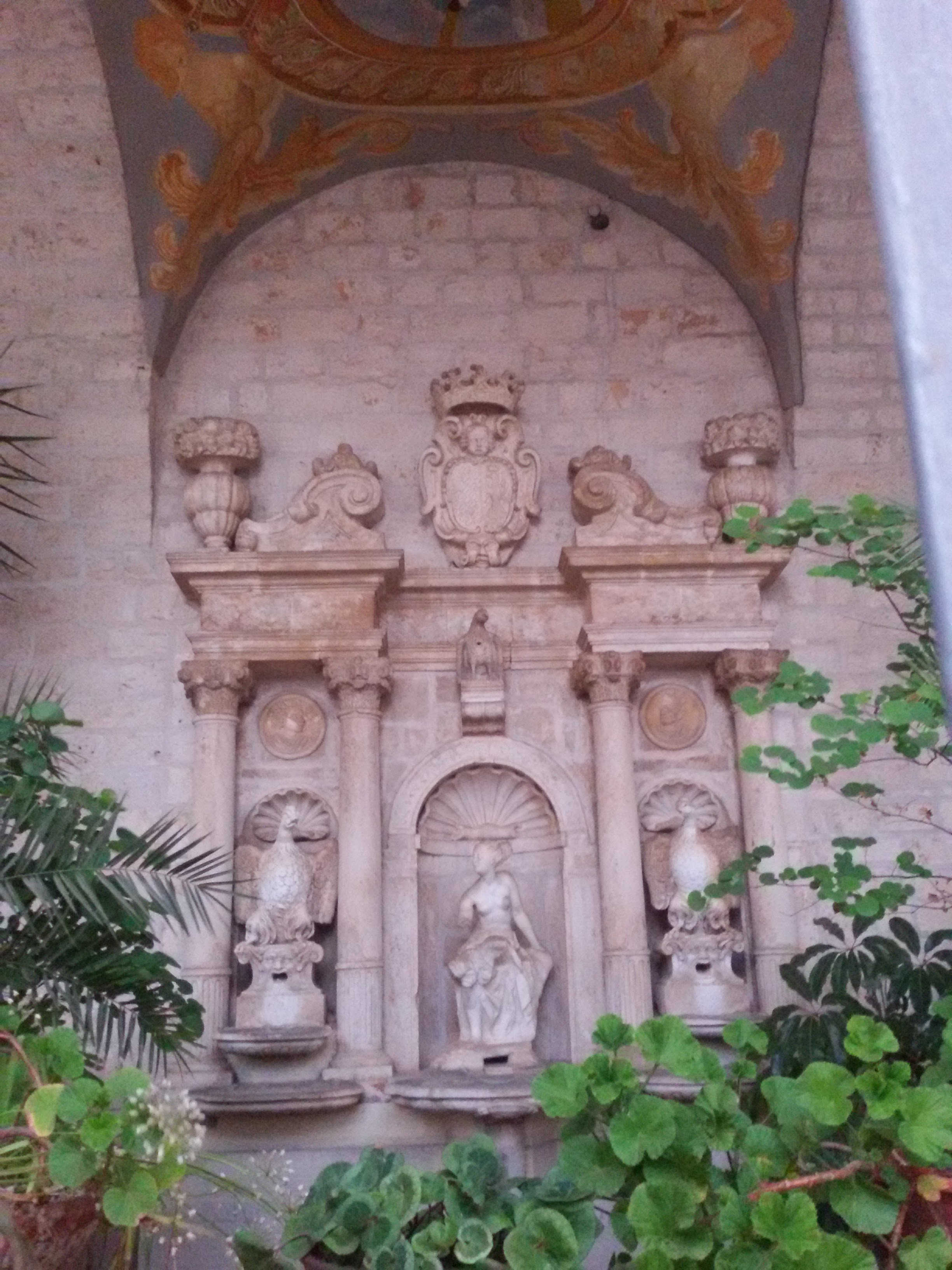
Fontana della Villa de Mari

L'edificio, di impostazione classicheggiante e dalla sensibilità barocca, presenta tre arcate al piano terra, a cui corrispondono al piano superiore tre portefinestre timpanate che permettono l'accesso ad una lunga balconata. Nel fastigio, posto al centro di una finta balaustra alle cui estremità vi sono elementi decorativi a forma di "M" sovrastati da elementi architettonici piramidali, vi è l’iscrizione «Princeps / Carolvs de mari / erexit». Negli ovali sopra le due porte, poste ai fianchi della vasca trilobata, sono posti due busti in cui sono stati riconosciuti Carlo I de Mari e sua moglie Geronima Doria.
Il porticato ospita una fontana a muro in stile barocco, caratterizzata da una vasca polilobata. Quattro colonne, con capitelli compositi, sostengono un attico oltre cui si inquadra lo stemma di famiglia tra due vasi con fiori. Nei tre pseudo-fornici individuati, altrettante nicchie ospitano alle estremità due grandi aquile, che si ergono su basamenti in foggia di mascheroni, e al centro una statua che non afferisce all'apparato decorativo-scultoreo originario. Le nicchie esterne sono sovrastate da medaglioni incorniciati da alloro che ospitano a bassorilievo i profili in cui, nuovamente, sono stati riconosciuti i principi. L'impaginato del ninfeo riecheggia l'impostazione della Porta Maggiore del paese, che fu demolita verso la fine del XIX secolo.
La volta che sovrasta la fontana, al centro del portico, è decorata dalla rappresentazione del mito di Fetonte. Il figlio di Apollo è alla guida del carro del Sole, trainato da quattro cavalli, mentre sta per cadere nel fiume Eridano.

### Portale di accesso

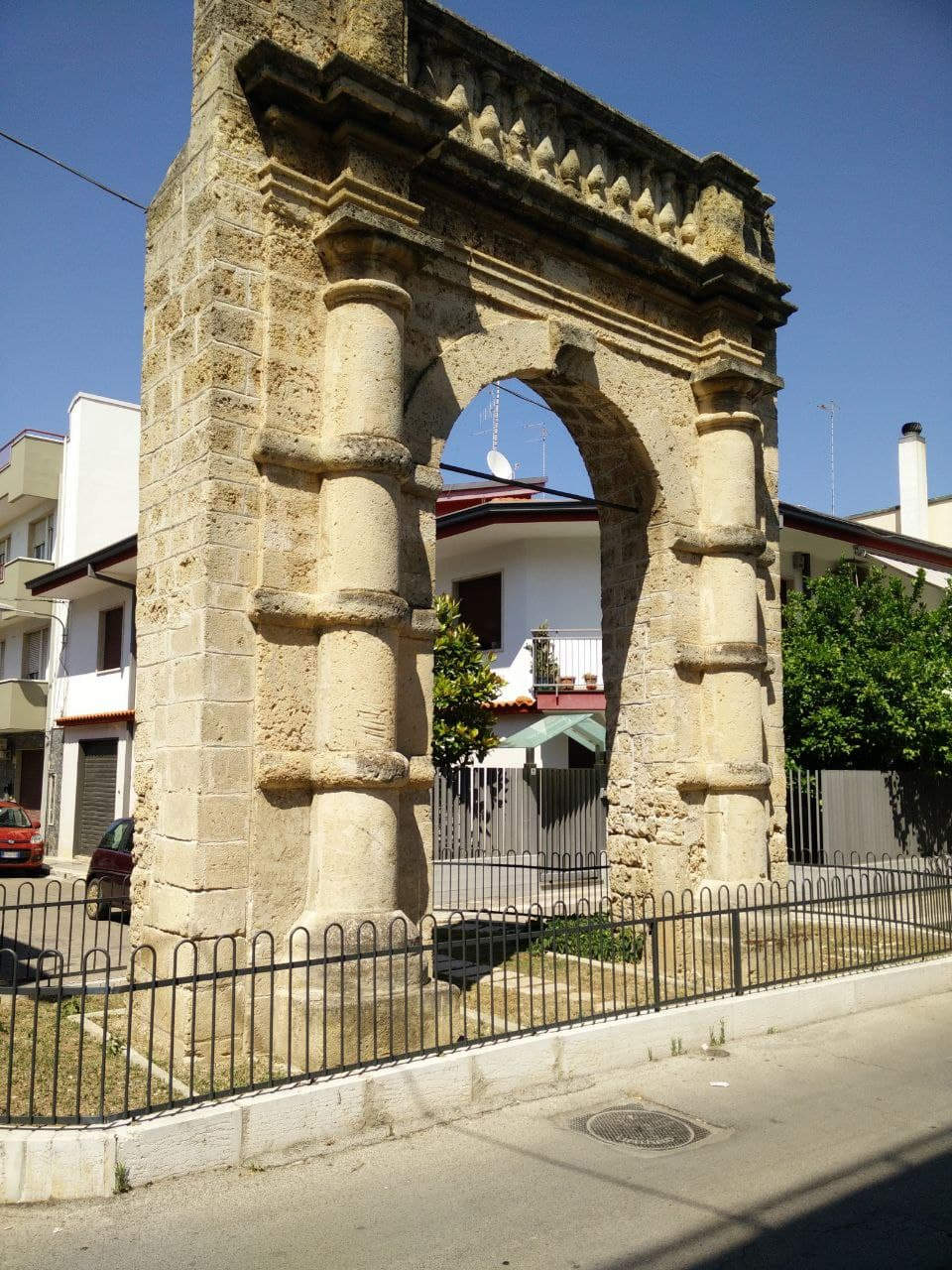
Arco del Duca, vecchio accesso monumentale alla Villa de Mari

Di fronte alla villa, si trova ancora oggi l'Arco del Duca, accesso monumentale alla residenza del principe. Posto lungo l'antica strada che conduceva a Cassano delle Murge, era collegato alla dimora principesca attraverso un lungo viale alberato. Il portale trionfale, con colonne fasciate da bugne, presenta a coronamento una finta balaustra del tutto simile quella che caratterizza la villa poco distante. Nella prima metà del Novecento l'arco viene smantellato, perdendo così lo stemma della famiglia de Mari posto originariamente sulla chiave di volta.